# Los irrepetibles
Los irrepetibles (titulado Los irrepetibles de Amstel, por motivos de patrocinio, en su primera temporada) fue un programa de televisión basado en la improvisación, producido por Globomedia y emitido por el canal español La Sexta. 
El programa se estrenó el 27 de marzo de 2006, coincidiendo con el inicio de emisiones de La Sexta, por lo que fue el primer programa emitido en prime time de este canal. El 13 de marzo de 2007 comenzó su segunda y última temporada, que se emitió hasta finales de ese año.

## Formato
El formato de Los irrepetibles se inspira en el programa Whose Line Is It Anyway? de Hat Trick Productions, que ya fue emitido con éxito en el Reino Unido y Estados Unidos.
En su versión española, el programa estaba conducido por Emilio Aragón y contaba con un plantel de quince actores y cómicos. Cada semana, cuatro de ellos, acompañados de un artista invitado, debían improvisar varios números de humor a partir de unas premisas que desconocen. Contaban con poco atrezzo y vestuario, por lo que debían recurrir a sus cuerpos y su ingenio. Tras una hora, los integrantes del equipo del programa decidían quién de los cuatro es el mejor comediante.
El programa se grababa en un escenario teatral y tenía una duración de 50 minutos.
Algunos de los juegos más habituales fueron:
- Componer estrofas: Los actores improvisan la letra de una canción que Emilio Aragón interpreta al piano.

- Para qué sirve: Los actores debían inventar aplicaciones cotidianas para un objeto inusual y representarlas gestualmente.

- Multicine: Dos actores representaban una escena clásica del cine mientras un tercero irrumpe interpretando a un personaje de una película distinta.

## Actores
En la primera temporada el plantel de actores cómicos del programa estaba integrado por Agustín Jiménez, Aitor Legardón, Bermúdez, Carmen Machi, Fernando Albizu, Flipy, Goyo Jiménez, Javi Martín, Javivi, Miki Nadal, Neus Sanz, Pedro Reyes, Pepe Viyuela, Santi Rodríguez y Secun de la Rosa.
En la segunda temporada se incorporaron Álex O'Dogherty, Ana Rayo, Luismi Garcia, Miquel Simó, Carmen Ruiz, Antonio Hidalgo, Chiqui Fernández, Cristina Solano, Darío Paso, Felisuco, Lola Baldrich, Jorge Roelas, Juan Manuel Cifuentes, Luis Callejo, Lilian Caro y Marta Fernández Muro.
Entre los artistas invitados que pasaron por el programa se encuentran Florentino Fernández, Anabel Alonso, Pablo Carbonell, Enrique San Francisco, Ramoncín, Carolina Cerezuela, Paco León, Toni Acosta, Sergio Pazos y Patricia Conde.

## Temporadas
| Temporada | Temporada | Episodios | Estreno             | Final                 | Audiencia media | Audiencia media | Audiencia media |
| Temporada | Temporada | Episodios | Estreno             | Final                 | Espectadores    | Share           |                 |
| --------- | --------- | --------- | ------------------- | --------------------- | --------------- | --------------- | --------------- |
|           | 1         |           | 27 de marzo de 2006 | 5 de enero de 2007    |                 |                 |                 |
|           | 2         | 25        | 13 de marzo de 2007 | 12 de octubre de 2007 |                 |                 |                 |
| Total     | Total     |           | 27 de marzo de 2006 | 12 de octubre de 2007 | —               | —               |                 |

## Segunda temporada (2007)

### Programas y audiencias
| N.º | #  | Participantes                                                                          | Fecha de emisión    | Audiencia      |
| --- | -- | -------------------------------------------------------------------------------------- | ------------------- | -------------- |
| 1   | 1  |                                                                                        | 13 de marzo de 2007 | 239 000 (1,2%) |
| 2   | 2  |                                                                                        | 20 de marzo de 2007 | 290 000 (1,5%) |
| 3   | 3  | Florentino Fernández, Agustín Jiménez, Javier Martín, Miki Nadal y Pepe Viyuela        | 27 de marzo de 2007 | 316 000 (2,5%) |
| 4   | 4  | Chiqui Fernández, Luismi García, Javier Martín, Alex O'Dogherty y Ramoncín             | 20 de abril de 2007 | 314 000 (2,5%) |
| 5   | 5  | Toni Acosta, Carlos Chamarro, Secun de la Rosa, Eva González y Chema Trueba            | 27 de abril de 2007 | 354 000 (2,9%) |
| 6   | 6  | Eloy Arenas, Mariola Fuentes, Javier Martín, Pedro Reyes y Ángel Rielo                 | 4 de mayo de 2007   | 321 000 (2,7%) |
| 7   | 7  | Jimmy Barnatán, Carolina Cerezuela, Ana Milán, Miquel Simó y Cristina Solano           | 11 de mayo de 2007  | 285 000 (2,7%) |
| 8   | 8  |                                                                                        | 18 de mayo de 2007  | 295 000 (2,9%) |
| 9   | 9  |                                                                                        | 25 de mayo de 2007  | 315 000 (2,8%) |
| 10  | 10 | Carlos Chamarro, Santi Rodríguez, Agustín Jiménez, Alex O'Dogherty y Raquel Revuelta   | 1 de junio de 2007  | 363 000 (3,4%) |
| 11  | 11 |                                                                                        | 8 de junio de 2007  | 264 000 (2,6%) |
| 12  | 12 | Secun de la Rosa, Agustín Jiménez, Javier Martín y Felisuco                            | 15 de junio de 2007 | 390 000 (3,7%) |
| 13  | 13 | Lola Baldrich, Bermúdez, Goyo Jiménez, Miki Nadal, Juanito Navarro y Santiago Urrialde | 22 de junio de 2007 | 337 000 (3,6%) |

## Adaptación teatral
El 7 de septiembre de 2006 se estrenó la versión teatral de Los irrepetibles de Amstel, basándose en el mismo formato que el programa de televisión, aunque con Bermúdez en el lugar de Emilio Aragón como maestro de ceremonias. El espectáculo se mantuvo en gira por varios teatros españoles hasta el verano de 2007.